# Fly (песма Хилари Даф)
Fly је шести званично објављен сингл америчке певачице Хилари Даф, али први са албума Hilary Duff. Поред тога, песма је коришћена и у филму Из свег срца. Спот је премијерно приказан у популарној америчкој музичкој емисији Total Request Live. Песма је дебитовала 30. августа 2004. године и већ следећег дана доспела на прво место. На листи се налазила 28 дана, све до 27. октобра 2004. године. Спот садржи кадрове са Хилариног концерта са Most Wanted Tour.

## Списак песама
1. - 03:42

Британско издање
- CD1

1. - 03:42
2. - 03:43

- CD2

1. - 03:42
2. - 03:29